# Gustav Peter Bucky
Gustav Peter Bucky (* 3. September 1880 in Leipzig; † 19. Februar 1963 in New York) war ein Radiologe, Physiker, Wissenschaftler und Erfinder. Nach ihm sind die Bucky-Blende bzw. die Bucky-Potter-Blende an Röntgengeräten und der Bucky-Tisch benannt.

## Leben
Gustav Bucky besuchte von Ostern 1892 bis Ostern 1901 das König-Albert-Gymnasium seiner Vaterstadt, das er mit dem Reifezeugnis verließ. Anschließend studierte er an der Universität Genf zunächst physikalische Fächer. Ab 1902 studierte er an der Universität Leipzig auf Wunsch seiner Eltern Medizin und schloss 1906 mit dem Staatsexamen ab. 1908 trat er in das angesehene Röntgen-Zentralinstitut des Rudolf-Virchow-Krankenhauses in Berlin ein und machte sich 1910 als Spezialarzt für Röntgenologie selbständig. Es folgten weitere Anstellungen als Leitender Arzt in Krankenhäusern und Feldlazaretten und Universitätskliniken in Berlin. 1923 wanderte Bucky in die USA aus, wo er 1929 die amerikanische Staatsbürgerschaft erhielt. Er war bis 1930 in verschiedenen New Yorker Kliniken tätig und forschte nebenbei wissenschaftlich in seinem Privatinstitut. Seine Forschungsergebnisse veröffentlichte er aber weiterhin in deutscher Sprache und hielt auch weiter Fachvorträge in Deutschland. 1930 kehrte er nach Berlin zurück und übernahm dort die Leitung des Röntgeninstituts am Rudolf-Virchow-Krankenhaus. 1933 legte Bucky seine Ämter in Deutschland nieder und kehrte zurück nach New York. Er praktizierte und forschte weiter als Professor in verschiedenen radiologischen Einrichtungen und Universitäten.
Besonderen Ruhm gewann Bucky durch seine Erfindung der Bucky-Blende, eines Streustrahlenrasters, welches unerwünschte Nebenstrahlung ausfiltert und die Abbildungsschärfe des Röntgenbildes erheblich erhöht. Die Arbeiten hierzu begann Bucky im Jahre 1908. 1913 berichtete Bucky auf dem Berliner Kongress der Deutschen Röntgengesellschaft über seine Ergebnisse, allerdings ohne nennenswertes Echo. Im Jahre 1914 ließ er seine Erfindung in den USA patentieren. Dort wurde sie aufgegriffen, in die Praxis umgesetzt und von Hollis Elmer Potter zu Bucky-Potter-Blende weiterentwickelt. Weitere wissenschaftliche Beiträge Buckys zur Röntgentechnik befassten sich mit der Siederöhre, der Grenzstrahlenröhre, dem Bucky-Tisch (einem flexibel verstellbaren Röntgentisch), der Oberflächentherapie, der Dosimetrie, dem Strahlenschutz, sowie der Diathermie. Im Bereich der Fotografie reichte er zusammen mit seinem Freund Albert Einstein ein Patent für eine Vorrichtung zur automatischen Belichtungssteuerung ein. Sein Augenmerk galt aber stets der Anwendung der Röntgenstrahlen in der Medizin.
Gustav Bucky war verheiratet mit Frieda, geborene Sarasohn (1882–1974), die sich dann in den USA Frida Sarsen-Bucky nannte und vor allem durch die Komposition von Kinderliedern bekannt wurde. Ihr Sohn war Peter A. Bucky (1912–1997), der auch Radiologe war, aber vor allem durch sein Buch The Private Albert Einstein bekannt wurde, worin er die Freundschaft seines Vaters mit Albert Einstein und auch seine Gespräche und Begegnungen mit Einstein beschrieb.

## Schriften
- Anleitung zur Diathermiebehandlung. Urban & Schwarzenberg, Berlin/Wien 1921.
- Die Röntgenstrahlen und ihre Anwendung. Verlag Teubner, Leipzig 1918.
- mit Otto Glasser und Olga Becker-Manheimer: Grenzstrahltherapie. Verlag S. Hirzel, Leipzig 1928.
- mit August Becker und Max Brenzinger: Lehrbuch der Strahlentherapie. Verlag Teubner, Leipzig 1924.